# دریاچه کورما
دریاچه کورما (به استونیایی: Kuremaa järv) دریاچه‌ای در شهرستان یوگوا در کشور استونی است.
مساحت این دریاچه ۳٫۹۷ کیلومتر مربع است و عمق آن از ۵٫۹ تا ۱۳٫۳ متر متغیر است.